# باول غوردون جارفيس
باول غوردون جارفيس (بالإنجليزية: Paul Gordon Jarvis)‏ هو عالم بيئة بريطاني، ولد في 23 مايو 1935 في رويال تونبريدج ولز ‏ في المملكة المتحدة، وتوفي في 5 فبراير 2013 في أبرفلدي ‏ في المملكة المتحدة.